# Eragrostis cassa
Eragrostis cassa är en gräsart som beskrevs av Michael Lazarides. Eragrostis cassa ingår i släktet kärleksgrässläktet, och familjen gräs.
Artens utbredningsområde är Queensland. Inga underarter finns listade i Catalogue of Life.